# 锡化镁
锡化镁是一种二元金属间化合物，化学式为Mg2Sn。

## 制备
锡化镁可由相应化学计量比的单质共熔得到：
{\displaystyle {\mathsf {2Mg+Sn\ {\xrightarrow {771^{o}C}}\ Mg_{2}Sn}}}

## 性质
锡化镁是浅蓝色的晶体，属立方晶系，空间群Fm3m，晶胞参数a = 0.67594 nm, Z = 4，具有CaF2结构。
另有文献报道其属于三方晶系，晶胞参数a = 0.47496 nm, α = 60°, Z = 1。
它在600~1200 °C和2.5~5.5 GPa下，会出现六方晶系的相变。
它在770.5 °C熔化。